# دیوید ایگلمن
دیوید ایگلمن (متولد ۲۵ آوریل ۱۹۷۱) یک نویسنده و دانشمند آمریکایی رشته عصب‌شناسی است. او در دانشگاه استنفورد تدریس می‌کند و مدیر عامل شرکت NeoSensory، توسعه دهندهٔ دستگاه‌های جایگزینی حسی است. او همچنین هدایت مؤسسه غیرانتفاعی علم و قانون، که به دنبال هماهنگ‌کردن سیستم حقوقی با علوم مدرن اعصاب می‌باشد را عهده‌دار است. ایگلمن برای فعالیت‌هایش در زمینه نوروپلاستی درک زمان حس‌آمیزی synesthesia و حقوق عصب‌شناختی شناخته شد. او همچنین نامزد دریافت کمک هزینه گوگنهایم و نویسندهٔ پر فروش‌ترین کتاب نیویورک تایمز  است که به ۳۲ زبان دنیا ترجمه شده‌است. ایگلمن نویسنده و مجری مجموعه تلویزیونی بررسی مغز با دیوید ایگلمن، کاندیدای دریافت جایزه ایمی، است.

## تلویزیون
ایگلمن نویسندگی، اجرا و تهیه‌کنندگی مجموعه مستند بین‌المللی بررسی مغز با دیوید ایگلمن را به عهده داشت. این مجموعه در سال ۲۰۱۵ در شبکه PBS در آمریکا به روی آنتن رفت و به دنبال آن در شبکهٔ بی‌بی‌سی در بریتانیا و شبکهٔ SBS استرالیا قبل از توزیع در سراسر جهان پخش شد. نیویورک تایمز The New York Times آن را به عنوان یکی از بهترین برنامه‌های تلویزیون معرفی کرد. در سال ۲۰۱۶ این سریال نامزد دریافت جایزه ایمی شد.
ایگلمن به عنوان مشاور علمی شبکه تلویزیونی HBO در سریال تلویزیونی Westworld مشغول به فعالیت است. همچنین او قبلاً به عنوان مشاور علمی شبکه تلویزیونی TNT در مجموعه تلویزیونی درام، ادراک Perception , به بازیگری اریک مک کورمک Eric McCormack که به عنوان یک روانپزشک مبتلا به اسکیزوفرنی نقش‌آفرینی می‌کند مشغول به فعالیت بود. در آن زمان ایگلمن نویسنده یکی از قسمت‌های این سریال با عنوان ابدیّت بود.